# 紳士服製造技能士
紳士服製造技能士（しんしふくせいぞうぎのうし）とは、国家資格である技能検定制度の一種で、都道府県知事（問題作成等は中央職業能力開発協会、試験の実施等は都道府県職業能力開発協会）が実施する、紳士服製造に関する学科及び実技試験に合格した者をいう。
なお職業能力開発促進法により、紳士服製造技能士資格を持っていないものが紳士服製造技能士と称することは禁じられている。1級合格者は職業訓練指導員 (洋服科)の試験の実技試験と学科試験の関連学科が免除され、2級合格者は実技試験が免除される。

## 区分
紳士服製造の中で紳士注文服製作作業、紳士既製服型紙製作作業、紳士既製服縫製作業、紳士既製服製造作業に分かれる。

## 級別
紳士注文服製作作業、紳士既製服型紙製作作業、紳士既製服縫製作業、紳士既製服製造作業ともに1級、2級の別がある。

## 実技作業試験内容

### 紳士服製造(紳士注文服製作作業)
- 1級
- 2級

### 紳士服製造(紳士既製服型紙製作作業)
- 1級

1. 背広上衣の型紙作成を行う。
2. 背広上衣の前身ごろ、細腹、後身ごろ(背)、山そで及び下そでのグレーディングを行う。

試験時間＝4時間
- 2級

1. 背広上衣の型紙作成を行う。
2. 背広上衣の後身ごろ(背)のグレーディングを行う。

試験時間＝4時間

### 紳士服製造(紳士既製服縫製作業)
- 1級
  - 作業試験：持参した裁断済みの材料によって、ダブルの背広上衣1着を縫製する。ただし、前身ごろ、後身ごろ(背)、そで、地えり及び見返しは、加工したものを持参する。試験時間＝5時間
  - ペーパーテスト：背広上衣の縫製工程図の作成について行う。試験時間＝1時間10分
- 2級（1か2か3のいずれかを選択）

1. 持参した裁断済みの材料によって、シングルの背広上衣1着を縫製する。ただし、前身ごろ、後身ごろ(背)、そで、地えり及び見返しは、加工したものを持参する。試験時間＝4時間30分
2. 持参した裁断済みの材料によって、コート1着を縫製する。ただし、地えり及び見返しは加工（穴かがり済み）したもの、また、裏地、ポケット地、小物等は裁ち合わせ済みのものを持参する。試験時間＝4時間30分
3. 持参した裁断済みの材料によって、ズボン2着を縫製する。ただし、ループは加工した（縫い上がりの）ものを、腰裏、袋地、小物等は裁ち合わせ済みのものを持参する。試験時間＝4時間30分

### 紳士服製造(紳士既製服製造作業)
- 1級
- 2級